# Lego House (chanson)
Pour les articles homonymes, voir Lego House.
Singles de Ed Sheeran
You Need Me, I Don't Need You
(2011) Teardrop
(2011)
Lego House est un single du chanteur britannique Ed Sheeran sorti le 11 novembre 2011 sous le label Warner Music Group et en février 2013 aux États-Unis.

Bien qu'ayant connus un très grand succès commercial à l'international en 2012, la chanson aura un succès mineur aux États-Unis et au Canada, n'atteignant seulement respectivement que la 42e et 54e position et sera loin de rencontrer le succès de son 1er single The A-Team.

## Liste des pistes
| 1. | Lego House                                     | 3:05 |
| 2. | Lego House (Gosling Remix) (featuring P Money) | 3:50 |
| 3. | Lego House (The Prototypes Remix)              | 4:24 |
| 4. | Lego House (Subscape Remix)                    | 5:10 |
| 5. | Lego House (acoustic)                          | 3:07 |
| 6. | Grade 8 (acoustic)                             | 3:00 |

| 1. | Lego House (acoustic)                          | 3:07 |
| 2. | Lego House (Gosling Remix) (featuring P Money) | 3:50 |
| 3. | Lego House (The Prototypes Remix)              | 4:24 |
| 4. | Lego House (Subscape Remix)                    | 5:10 |
| 5. | Grade 8 (acoustic)                             | 3:00 |

| 1. | Lego House         | 3:05 |
| 2. | Grade 8 (acoustic) | 3:00 |

## Classement hebdomadaire
| Classement (2013)                     | Meilleure position |
| ------------------------------------- | ------------------ |
| Allemagne (Media Control AG)          | 51                 |
| Australie (ARIA)                      | 4                  |
| Autriche (Ö3 Austria Top 40)          | 59                 |
| Belgique (Ultratop 50 Flanders)       | 6                  |
| Belgique (Ultratip Wallonia)          | 3                  |
| Canada (Canadian Hot 100)             | 54                 |
| Écosse (Official Charts Company)      | 6                  |
| États-Unis (Billboard Top 100)        | 42                 |
| États-Unis (Pop Songs)                | 20                 |
| États-Unis (Rock Songs)               | 6                  |
| États-Unis (Adult Pop Songs)          | 10                 |
| États-Unis (Adult Contemporary)       | 26                 |
| Hongrie (Rádiós Top 40)               | 18                 |
| Irlande (IRMA)                        | 5                  |
| Israël (Media Forest)                 | 8                  |
| Pays-Bas (Dutch Top 40)               | 12                 |
| Nouvelle-Zélande (Recorded Music NZ)  | 5                  |
| République tchèque (IFPI)             | 34                 |
| Royaume-Uni (Official Charts Company) | 5                  |
| Suisse (Schweizer Hitparade)          | 59                 |